# Citharinus congicus
Citharinus congicus is een straalvinnige vissensoort uit de familie van de ruitzalmen (Citharinidae). De wetenschappelijke naam van de soort is voor het eerst geldig gepubliceerd in 1897 door Boulenger.